# Allocosa hasselti
Allocosa hasselti là một loài nhện trong họ wolfspinnen (Lycosidae).
Loài này thuộc chi Allocosa. Allocosa hasselti được Ludwig Carl Christian Koch miêu tả năm 1877.